# Epimicodema mastersii
Epimicodema é um género de coleópteros carabídeos pertencente à subfamília Anthiinae.
O género Epimicodema contém uma única espécie, Epimicodema mastersii.